# Aleksandr Lomovickij
Aleksandr Evgen'evič Lomovickij (in russo Александр Евгеньевич Ломовицкий?; Mosca, 27 gennaio 1998) è un calciatore russo, attaccante del Fakel Voronež in prestito dal Rubin.

## Caratteristiche tecniche
Ala molto veloce, abile nel dribbling e nei cross, bravo negli inserimenti offensivi, può essere schierato anche come terzino. Per le sue caratteristiche è stato paragonato ad Andros Townsend.

## Carriera

### Club
Ha giocato nella prima divisione russa.

### Nazionale
Ha giocato nelle nazionali giovanili russe Under-16, Under-17, Under-18, Under-19 ed Under-21.

## Statistiche

### Presenze e reti nei club
Statistiche aggiornate al 5 agosto 2019.
| Stagione             | Squadra              | Campionato           | Campionato | Campionato | Coppe nazionali | Coppe nazionali | Coppe nazionali | Coppe continentali | Coppe continentali | Coppe continentali | Altre coppe | Altre coppe | Altre coppe | Totale | Totale | Totale |
| Stagione             | Squadra              | Comp                 | Pres       | Reti       | Comp            | Pres            | Reti            | Comp               | Pres               | Reti               | Comp        | Pres        | Reti        | Pres   | Reti   |        |
| -------------------- | -------------------- | -------------------- | ---------- | ---------- | --------------- | --------------- | --------------- | ------------------ | ------------------ | ------------------ | ----------- | ----------- | ----------- | ------ | ------ | ------ |
| 2018-2019            | Spartak Mosca        | PL                   | 17         | 0          | CR              | 2               | 0               | UCL+UEL            | 1+4                | 0                  | -           | -           | -           | 24     | 0      |        |
| lug. 2019            | Spartak Mosca        | PL                   | 1          | 0          | CR              | 0               | 0               | UEL                | -                  | -                  | -           | -           | -           | 1      | 0      |        |
| Totale Spartak Mosca | Totale Spartak Mosca | Totale Spartak Mosca | 18         | 0          |                 | 2               | 0               |                    | 5                  | 0                  |             | -           | -           | 25     | 0      |        |
| 2019-2020            | Arsenal Tula         | PL                   | 8          | 2          | CR              | 0               | 0               | UEL                | 0                  | 0                  | -           | -           | -           | 8      | 2      |        |
| Totale carriera      | Totale carriera      | Totale carriera      | 26         | 2          |                 | 2               | 0               |                    | 5                  | 0                  |             | -           | -           | 33     | 2      |        |

## Palmarès

### Club

#### Competizioni nazionali
- Pervaja Liga: 1

Rubin: 2022-2023